# Ngahuia Te Awekotuku
Ngahuia Te Awekotuku MNZM (née en 1949) est une universitaire néo-zélandaise spécialisée dans les questions culturelles maories et une activiste lesbienne.

## Biographie
Te Awekotuku est descendante des tribus de Te Arawa, Tūhoe et des iwi de Waikato.
En tant qu'étudiante, elle était membre de Ngā Tamatoa à l'Université d'Auckland. Sa thèse de maîtrise est sur Janet Frame et son doctorat sur les effets du tourisme sur le peuple Te Arawa.
Te Awekotuku a travaillé dans les secteurs du patrimoine, de la culture et universitaire en tant que conservatrice, conférencière, chercheuse et activiste. Ses domaines de recherche portent sur les questions de genre, les musées, la modification corporelle, le pouvoir et l'impuissance, la spiritualité et les rituels. Elle a été conservatrice de l'ethnologie au musée Waikato, maître de conférences en histoire de l'art à l'Université d'Auckland et professeure d'études maories à l'Université Victoria de Wellington. Elle a été professeure de recherche et développement à l'Université de Waikato. Elle et Marilyn Waring ont contribué à la pièce "Foreigners in our own land" dans l'anthologie de 1984 Sisterhood Is Global: The International Women's Movement Anthology, édité par Robin Morgan. Bien que maintenant retraitée, elle continue d'écrire.
Lors des honneurs du Nouvel An 2010, Te Awekotuku a été nommé membre de l'Ordre du mérite de la Nouvelle-Zélande pour ses services à la culture maorie. En 2017, elle a remporté une médaille du musée d'Auckland.

## Recherche sur tā moko
Te Awekotuku a effectué de nombreuses recherches et écrit sur les pratiques traditionnelles et contemporaines des tā moko à Aotearoa en Nouvelle-Zélande. Son livre de 2007 (réédité en 2011) Mau Moko: The World of Māori tattoo, co-écrit avec Linda Waimarie Nikora, est le produit d'un projet de recherche de cinq ans mené par l'Unité de recherche maorie et psychologie de l'Université de Waikato, financé par une subvention du Fonds Marsden,.
Te Awekotuku a pris un moko kauae (moko facial) pour marquer la mort de Te Atairangikaahu en 2006,.

## Recherche sur la voie maorie de la mort
En 2009, Te Awekotuku et Linda Waimarie Nikora ont reçu une subvention du Fonds Marsden de 950 000 $ en tant que chercheuses principales de l'unité de recherche maorie et psychologie de l'université de Waikato pour le projet de recherche Apakura: la voie maorie de la mort. Un montant supplémentaire de 250 000 $ a été reçu de l'Institut national d'excellence en recherche de Nga Pae o te Maramatanga pour explorer les pratiques passées et présentes autour du tangihanga.

## Refus du permis de séjour
En 1972, Te Awekotuku s'est vu refuser un permis de séjour aux États-Unis au motif qu'elle était homosexuelle. La publicité autour de l'incident a été un catalyseur dans la formation de groupes de libération gay en Nouvelle-Zélande. Cela peut être lié à une interview télévisée qu'elle a accordée en 1971, dans laquelle elle se décrivait comme une « femme saphique ».

## Publications

### sur les tā moko
- «Tā Moko: Māori Tattoo», dans Goldie, (1997) catalogue d'exposition, Auckland: Auckland City Art Gallery et David Bateman, pp.   108-114.
- 'More than Skin Deep', dans Barkan, E. et Bush, R. (éds.), Revendiquer la pierre: nommer les os: biens culturels et négociation de l'identité nationale et ethnique (2002) Los Angeles: Getty Press, pp.   243–254.
- Ngahuia Te Awekotuku, avec Linda Waimarie Nikora, Mohi Rua et Rolinda Karapu, Mau moko : le monde du tatouage maori, Auckland: Penguin Books, 2011.  (ISBN 9780143566854)

### Sur la mort dans la culture maorie
- Tess Moeke-Maxwell, Linda Waimarie Nikora et Ngahuia Te Awekotuku, Manaakitanga: Ethical research with Māori who are mying, dans M. Agee, T.McIntosh, P. Culbertson et C.Makasiale (éd.), Identités et bien-être du Pacifique - Perspectives interculturelles, Londres: Routledge, 2003, pp.   188-203.
- Vincent Malcolm-Buchanan, Lina Waimarie Nikora et Ngahuia Te Awekotuku, Cloaked in Life and Death: Korowai, kaitiaki and tangihanga, MAI Journal, vol. 1, non. 1, 2012.
- Tess Moeke-Maxwell, Linda Waimarie Nikora et Ngahuia Te Awekotuku, «Soins de fin de vie et résilience des maoris whānau», MAI Journal, vol. 3, non. 2, pp.   140-152.